# Luciano Candisani
Luciano Candisani (São Paulo - 29 de agosto de 1970) é fotógrafo e autor brasileiro dedicado a temas etnográficos e ambientais.
Sua obra trata sobre populações tradicionais, natureza e conservação de ecossistemas e espécies ao redor do mundo: trabalhou em 40 países, incluindo as regiões geladas do Ártico e Antártica.  Formado em Oceanografia Biológica pela Universidade de São Paulo,começou sua carreira fotografando o ambiente submarino no oceano austral para o Instituto Oceanográfico da Universidade de São Paulo, em 1995.
Suas fotografias aparecem em livros autorais, revistas como National Geographic e também em mostras de galerias de arte, como por exemplo a galeria Babel  em São Paulo com a mostra "Africa Impressões de Viagem"  e museus, no Brasil e exterior. Seu trabalho de documentação da cultura das Haenyeo, na ilha de Jeju, na Coréia do Sul, foi tema do longa metragem "Haenyeo, a força do mar", exibido pelo National Geographic Chanel em 2018 e também se desdobrou na exposição individual "Haenyeo, mulheres do mar" que ocupou o segundo andar do MIS -Museu da Imagem do Som, em São Paulo, em setembro de 2019.
Autor de sete livros fotográficos,  faz parte do no coletivo The Photo Society, grupo exclusivo aos fotógrafos com matérias completas publicadas na edição principal de National Geographic como por exemplo, "The comeback Crock". Também integra a "International League of Conservation Photographers" (ILCP, da sigla em inglês), que tem como missão promover a proteção de ambientes e populações ameaçadas por meio da fotografia e do cinema. Em 2019 ingressou no Coletivo Sea Legacy para a conservação marinha.
Foi por duas vezes integrante do corpo de jurados do World Press Photo, em Amsterdã, na Holanda. E, em 2013, compôs a banca do Wildlife Photographer of The Year, do museu de história natural de Londres.

## Prêmios
2006 - Finalista Prêmio Conrado Wessel, ensaio fotográfico
2004 - Prêmio Abril de Jornalismo, melhor matéria individual
2004 - Prêmio Abril de Jornalismo, melhor ensaio fotográfico
2004 - Prêmio Abril de Jornalismo, fotógrafo do ano
2009 - Selecionado para a mostra Fotografia em Revista, o melhor da editora Abril
2012 - Wildlife Photographer of the Year, Natural History Museum, Londres

## Exposições recentes
2024 - Água Pantanal Foto. Instituto Tomie Ohtake.
2019- Séries África e Mulheres do Mar. SP-Arte Foto
2019- Galeria de Babel  SP- Arte
2019 - Haenyeo, mulheres do Mar. Museu da Imagem e do Som (MIS)
2019/ 2020 - África, impressões de Viagem. Galeria de Babel, SP